# 1999 CS19
1999 CS19 är en asteroid i huvudbältet som upptäcktes den 10 februari 1999 av LINEAR i Socorro County, New Mexico.
Asteroiden har en diameter på ungefär 9 kilometer och den tillhör asteroidgruppen Eos.